# Zempoala (kommun)
Zempoala är en kommun i Mexiko.   Den ligger i delstaten Hidalgo, i den sydöstra delen av landet, 70 km nordost om huvudstaden Mexico City. Antalet invånare är 27 333.
Följande samhällen finns i Zempoala:
- Zempoala
- Jagüey de Téllez
- Lindavista
- El Mirador
- Villas de San Marcos
- Francisco Villa
- Santa Cruz
- El Barrio Casas Coloradas
- Nueva Esperanza
- Santa Gertrudis
- San Cristóbal el Grande